# Auribacter fodinae
Espèce
L'espèce de bactéries "Candidatus Auribacter fodinae" fait partie de la famille "Candidatus Auribacteraceae" du phylum "candidatus Auribacterota" du règne des Bacteria.

## Historique
Cette espèce est proposée en 2022 par T. J. Williams sous le nom de "candidatus Auribacter fodinae" pour contenir des bactéries non cultivables identifiées dans les profondeurs d'une mine d'or et connues depuis la publication de Momper et al. sous le nom de "MAG SURF_26",.

## Taxonomie
Le nom de candidatus Auribacter fodinae a été publié de manière non valide et ce nouveau nom est considéré comme le nom préféré et non pas le nom correct.

### Étymologie
L'étymologie de l'épithète de l'espèce Auribacter fodinae vient de l'endroit où ont été prélevées les bactéries, « bactérie venant d'une mine d'or » et est la suivante :  fo.di’nae. L. gen. fem. n. fodinae, provenant d'une mine,.